# Átmérő (geometria)
A geometriában átmérőnek nevezzük az olyan szakaszt, amely áthalad egy kör középpontján és amelynek végpontjai a körvonalon vannak. Tekintve, hogy egy kör valamennyi átmérője egyenlő hosszú, gyakran az átmérők közös hosszúságát is egyszerűen a kör átmérőjének nevezzük. Az átmérő fogalmának számos általánosítása van a geometriában, a metrikus terek elméletében, a gráfelméletben, a műszaki alkalmazásokban és a csillagászatban. Az átmérő jele hagyományosan a kis latin d betű, de a műszaki használatban gyakori a Ø szimbólum is.

## Az átmérő tulajdonságai
A kör átmérője kétszerese a kör sugarának. Az átmérő a kör szimmetriatengelyén fekszik, és így két egybevágó részre osztja a kört. Az átmérő egyben húrja is a körnek.
Nevezetes tény az, hogy a kör kerületének és átmérőjének aránya egy, a konkrét körtől független állandó. Ennek az állandónak a jele hagyományosan {\displaystyle \pi } (kimondva pi). A pí szám jelentős szerepet játszik a matematika számos ágában.

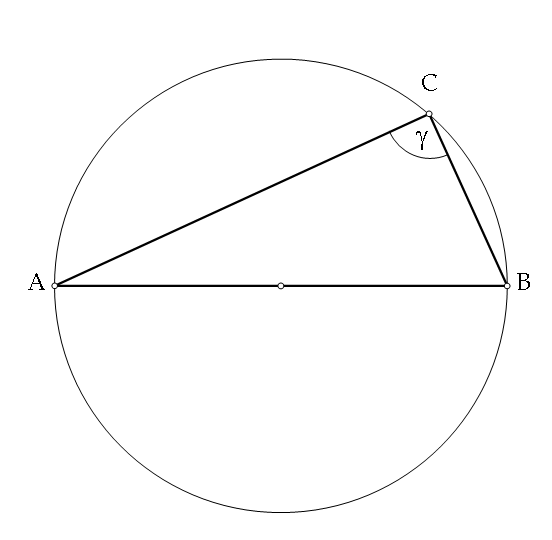
A Thalész-tétel szerint γ derékszög.

Az átmérővel kapcsolatos nevezetes tétel a Thalész-tétel, amely szerint az átmérő két végpontja a körvonal tetszőleges harmadik pontjával derékszögű háromszöget alkot. Az átmérők merőlegesek a végpontjaikon átfutó érintőkre.
Az átmérőnek az általánosítások szempontjából kiemelkedően fontos tulajdonsága, hogy egyben a körvonal pontpárjai közötti maximális távolság is. Más fogalmazásban az átmérőszakasz maximális hosszúságú a húrok közül. Csak az átmérők bírnak ezzel a tulajdonsággal, amely így akár az átmérő alternatív definíciójául is szolgálhatna.

## Az átmérőfogalom általánosításai

### A geometriában
A kör átmérőjének analógiájára az ellipszis átmérőjének nevezzük az olyan szakaszt, amely áthalad a kúpszelet középpontján, végpontjai pedig az ellipszisvonalon vannak. Az ellipszis átmérői általában már nem egyforma hosszúságúak; közülük a legrövidebbet kistengelynek, a leghosszabbat pedig nagytengelynek hívjuk. Az ellipszist a kör affin képének felfogva a kör átmérőjének képe az ellipszis átmérője. Az ellipszis azon átmérőpárjait, amelyek egy kör merőleges átmérőinek affin képei, konjugált átmérőknek nevezzük. Apollóniosz két tétele szerint a konjugált átmérők négyzetösszege független az átmérőpár megválasztásától, mint ahogy a konjugált félátmérők által kifeszített háromszög területe sem függ attól, hogy melyik konjugált átmérőpárról van szó.
Kézenfekvő az átmérőfogalom általánosítása a gömbök esetére: a középponton áthaladó, a gömbfelület pontjait összekötő szakaszokat nevezzük a gömb átmérőjének. A gömb átmérője egyben a végpontjain áthaladó főkörök átmérője is. A köréhez hasonlóan a gömb átmérői is valamennyien egyenlő hosszúak, így ebben az esetben is szokás ezt a közös hosszúságot a gömb átmérőjének nevezni.
Hasonló módon definiáljuk a háromnál magasabb dimenziós hipergömbök átmérőjét is.

### Metrikus terekben
Egy metrikus tér H részhalmazának átmérőjét a H pontpárjai közti távolságok szuprémumaként definiáljuk. Korlátos halmazok esetében ez egy valós szám; ellenkező esetben a halmaz átmérője végtelen. Az üres halmaz átmérője 0. Ez az átmérő-definíció általánosítja a kör átmérőjének azt a tulajdonságát, hogy maximális hosszúságú a húrok között.

### A gráfelméletben
Egy összefüggő véges gráf átmérője a pontpárok közötti legrövidebb utak maximuma („a leghosszabb legrövidebb út”). Mivel minden összefüggő gráf felfogható metrikus térként, ahol két pont távolságát a köztük vezető legrövidebb út hossza adja, ez az átmérőfogalom a metrikus terek átmérőfogalmának speciális esete.

## Műszaki területen
A kör keresztmetszetű idomoknak fontos jellemzője az átmérő. Ez értelemszerűen a keresztmetszetet alkotó kör átmérője. Csőszerű idomok esetében megkülönböztetünk külső és belső átmérőt is. Az átmérőt szokásosan a Ø szimbólummal vagy D betűvel jelölik.